# Oliver Kurtz
Oliver Michael Kurtz (ur. 23 października 1971 w Kolonii) – niemiecki hokeista na trawie, złoty medalista olimpijski z Barcelony.
Rozegrał w kadrze 33 spotkania, w latach 1991-1995.